# Weymouth (Massachusetts)
Weymouth es una ciudad ubicada en el condado de Norfolk, en el Estado estadounidense de Massachusetts. Según el censo de 2020, tiene una población de 57.437 habitantes.

## Geografía
Weymouth se encuentra ubicada en las coordenadas 42°12′24″N 70°56′45″O / 42.20667, -70.94583. Según la Oficina del Censo de los Estados Unidos, Weymouth tiene una superficie total de 55,95 km², de la cual 43,49 km² corresponden a tierra firme y (22,27%) 12,46 km² es agua.

## Demografía
Según el censo de 2010, había 53.743 personas residiendo en Weymouth. La densidad de población era de 960,53 hab./km². De los 53.743 habitantes, Weymouth estaba compuesto por el 89,74% blancos, el 3,07% eran afroamericanos, el 0,18% eran amerindios, el 3,2% eran asiáticos, el 0,02% eran isleños del Pacífico, el 1,97% eran de otras razas y el 1,82% pertenecían a dos o más razas. Del total de la población el 2,63% eran hispanos o latinos de cualquier raza.